# William Charles Redfield
William Charles Redfield, William C. Redfield (ur. 26 marca 1789 w South Farms (Connecticut), zm. 12 lutego 1857 w Nowym Jorku) – amerykański przyrodnik i biznesmen, najlepiej znany jako meteorolog, współtwórca systemów przewidywania pogody i gwałtownych zjawisk meteorologicznych, jak huragany lat 20. XIX w., pierwszy przewodniczący American Association for the Advancement of Science (AAAS).

## Przodkowie – „ojcowie pielgrzymi”
Pierwszy amerykański przodek Williama C. Redfielda urodził się w Anglii (spotykane było wówczas nazwisko Redfin, Redfen, Redfyn lub Redfyne). W 1639 roku osiedlił się w pobliżu Cambridge (Massachusetts), skąd przeniósł się do New London (Connecticut). Po 1662 roku jego liczna rodzina używała nazwiska Redfield.
Wnukiem W. Redfina był Theophilus Redfield (1682–1769). Jego żona pochodziła z rodziny Johna Aldena, członka załogi Mayflower i sygnatariusza Mayflower compact. Synem Theophilusa był Peleg Redfield (1762–1802). William C. Redfield był najstarszym z sześciorga dzieci Pelega i Elizabeth (Pratt) Redfield.
Informacje o przodkach Williama C. Redfielda są dostępne głównie dzięki książce Genealogical History of the Redfield Family in the United States, opracowanej przez starszego syna Williama Charlesa – Johna Howarda Redfielda (z udziałem ojca).

## Życie prywatne, nauka i praca

### Niełatwe dzieciństwo w South Farms (ok. 1789–1804)
Urodził się w South Farms (Connecticut) 26 marca 1789 roku. Jego ojciec, Peleg Redfield, był wielkim pasjonatem przygód na morzu, któremu poświęcił się również zawodowo. Zmarł, gdy William miał 13 lat, pozostawiając rodzinę w trudnych warunkach. Na życiowe wybory Williama miała silny wpływ matka – kobieta przywiązująca dużą wagę do edukacji i wartości chrześcijańskich. Z powodu złej finansowej sytuacji rodziny edukacja chłopca musiała być ograniczona do wąskiego programu szkoły powszechnej. Młody William uczył się też rymarstwa oraz – skłoniony przez matkę – uczestniczył w spotkaniach wiejskiego towarzystwa dyskusyjnego „Friendly Assotiation”, a cały wolny czas poświęcał samokształceniu. Czytał głównie nocami. Miał swobodny dostęp do bogatej biblioteki doktora Williama Tully. W pierwszej kolejności wybrał książkę wybitnego brytyjskiego chemika, fizyka i wynalazcy H. Davy’ego (1778–1829) pt. Elements of Chemistry.

### Inspirująca wędrówka do Portage County w Ohio (ok. 1804–1810)

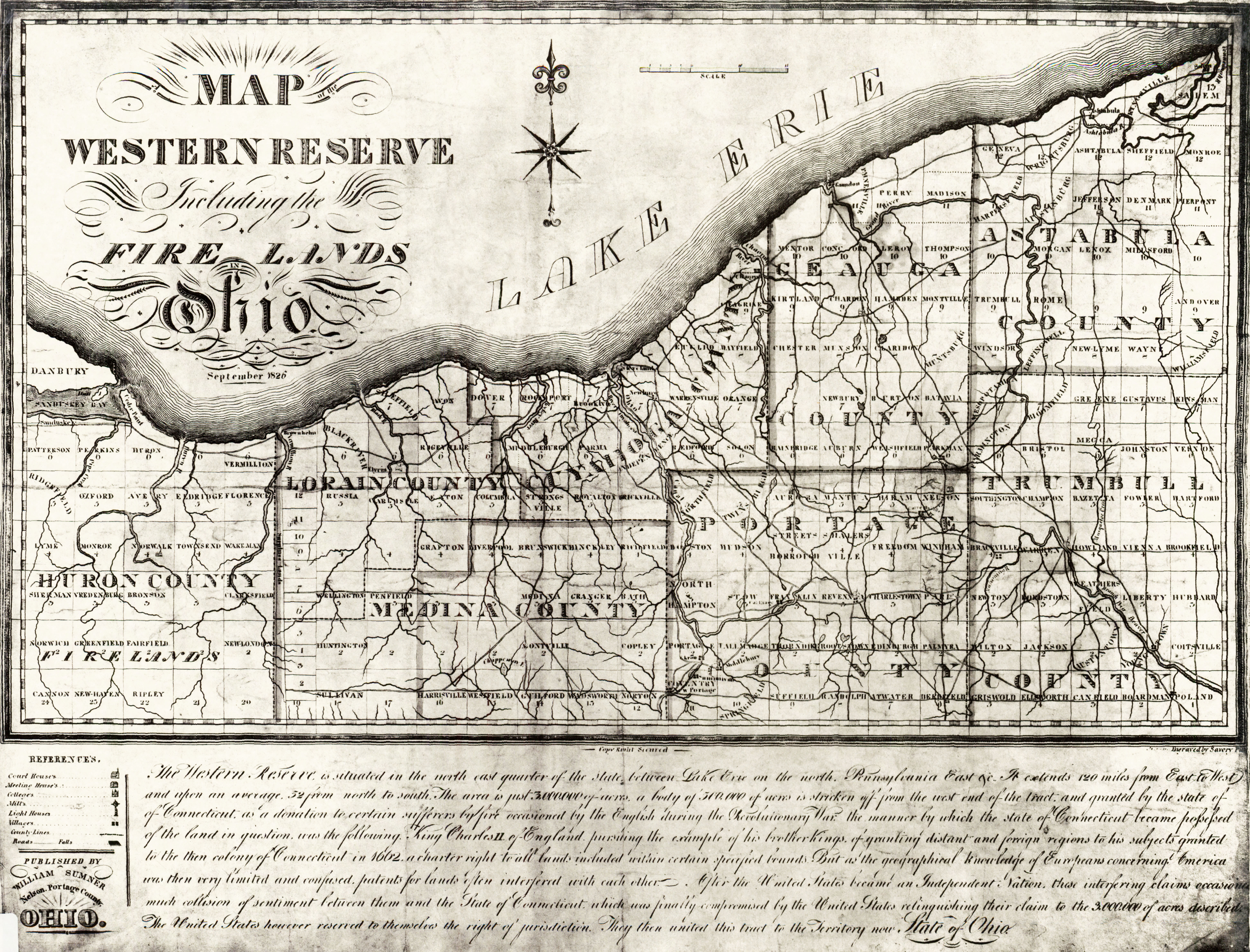
Connecticut Western Reserve łącznie z Firelands w 1826 roku

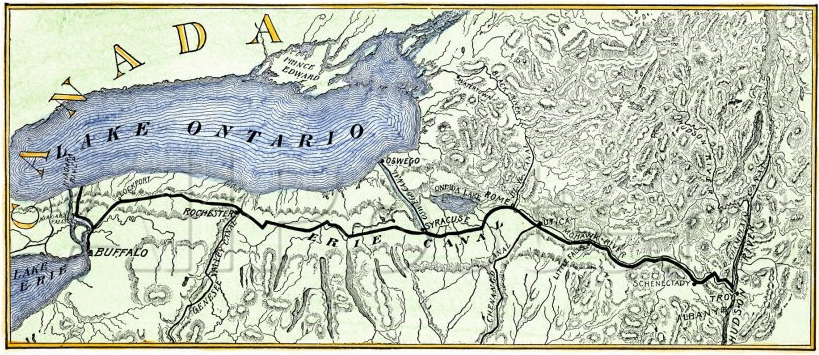
Kanał Erie (1840) – historyczny szlak wodny z Buffalo do Albany nad rzeką Hudson, otwarty w 1825 roku

W 1804 roku, gdy Redfield kończył praktykę zawodową, jego owdowiała matka poślubiła Nathana Searsa i w 1806 roku przeprowadziła się do hrabstwa Portage w Ohio. Zamieszkała w Randolph (tamże zmarła w 1825 roku). Ze względu na jakość ówczesnych dróg (zob. np. najstarsze linie kolejowe w Ameryce Północnej, historia Atlantic and Great Western Railroad) w czasie podróży kilkunastu członków obu rodzin (w tym dziewięciorga dzieci Searsa) korzystało z zaprzęgu wołów (ox team, np. ox-wagon).
Aby odwiedzić matkę w Portage, William podjął liczącą ponad 700 mil pieszą wędrówkę po lesistych bezdrożach. Towarzyszyło mu dwóch przyjaciół. Codziennie wieczorami opisywał zaobserwowane zjawiska przyrodnicze, sporządzał mapy terenu itp. Zbiór materiałów zgromadzonych w czasie ok. czterech tygodni był w przyszłości wykorzystywany m.in. podczas projektowania lądowych i wodnych szlaków komunikacyjnych.
Do domu w Connecticut wracał bez towarzyszy, trasą położoną bardziej na południe od jeziora Erie (zob. historia jeziora Erie), wytyczoną częściowo przez stany Wirginia, Maryland i Pensylwania. Relacje z tej wędrówki były pomocne w czasie projektowania wielkiej linii kolejowej łączącej rzeki Hudson i Missisipi.

### Własny dom w Connecticut (ok. 1810–1825)
Po powrocie do dawnego domu (ok. 1810) William Redfield zajął się działalnością biznesową, korzystną dla mieszkańców całej miejscowości – finansował udoskonalanie dróg, szkoły, kościoła. Prowadził też wiejski sklep, w którym – zgodnie z regułami purytanizmu – nie sprzedawano alkoholu.
23 listopada 1814 roku poślubił Abigail Wilcox, z którą miał troje dzieci:

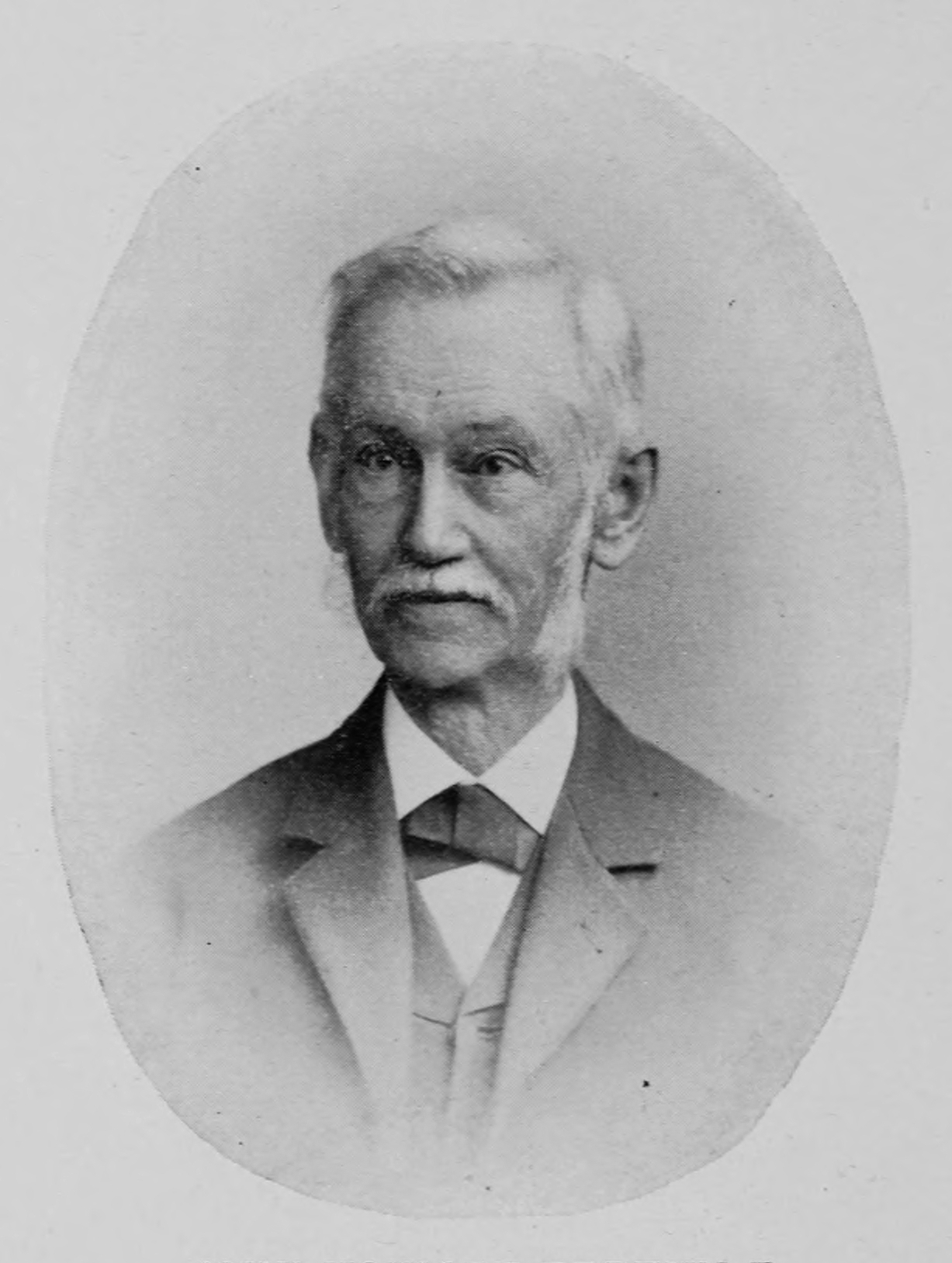
John Howard Redfieldu3

– John H. (ur. 10 lipca 1815, zm. 27 lutego 1895)
– William (ur. 25 maja 1817, zm. 10 sierpnia 1819)
– Charles Bailey (ur. 18 listopada 1818, zm. 29 września 1876)
Abigail Wilcox Redfield zmarła 12 maja 1819 roku. Drugą żoną Williama C. Redfielda była Lucy Wilcox, kuzynka pierwszej żony, poślubiona 23 listopada 1820 roku. Ich syn, Samuel, urodzony 14 sierpnia 1821 roku, żył 4 dni. Jego matka zmarła 14 września tegoż roku. Trzecia żona, Jane Wallace, poślubiona 9 grudnia 1828, przeżyła męża i dwóch jego synów z pierwszego małżeństwa.
John Howard Redfield stracił matkę mając cztery lata. Po wielu latach, jako znany botanik, wspominał nieustanne rozmowy z ojcem o przyczynach i skutkach zjawisk naturalnych (ze wspólnej wyprawy na grób matki zapamiętał nazwę Achillea millefolium). Pamiętał wyprawę wozem do krewnych, w czasie której szukał kwiatów, podczas gdy ojciec interesował się lasem rozdartym przez burzę (zob. tornada w Nowej Anglii we wrześniu 1821). W kolejnych latach był towarzyszem badawczych wypraw ojca, których naukowym efektem były m.in. odkrycia nieznanych gatunków ryb kopalnych (Redfieldius gracilis i inne, Redfieldiiformes).

### Steam Navigation Companyw Nowym Jorku iSteamboat Act1852
Pierwsze parowce (bocznokołowce napędzane maszyną parową) weszły do eksploatacji na przełomie XVIII/XIX w. (np. Pyroscaphe na Saonie w 1783 roku). Już ok. 1818 roku – niedługo po zakończeniu młodzieńczej pieszej wędrówki Williama Redfielda – pierwszy parowiec – Walk in Water pływał na jeziorze Erie. Po około 10 latach od tego czasu Redfield zasłynął jako biznesmen dzięki swojej Steam Navigation Company (zob. British and American Steam Navigation Company), przewożącej pasażerów i towary rzeką Hudson między Nowym Jorkiem i Albany. Spędzał wiele czasu w Nowym Jorku, a w 1827 roku przeniósł się tam z rodziną (ułatwiło to starania o edukację synów). Zaangażował się w wyjaśnianie przyczyn eksplozji kotłów parowych i możliwości zmniejszenia liczby ich ofiar.
W latach 1816–1852 ofiarami eksplozji kotłów na statkach parowych były tysiące ludzi, co skłoniło rząd federalny do opracowania i wprowadzenia w życie przepisów gwarantujących bezpieczeństwo pasażerów, ograniczających samowolę prywatnych właścicieli firm przewozowych (precedens dla przyszłej roli agencji federalnych uważanych dziś za strażników dobra publicznego, takich jak Food and Drug Administration). W sierpniu 1852 roku uchwalono Steamboat Act, a w 1871 roku utworzono Steamboat Inspection Service, Radę Inspektorów Nadzoru i stanowisko Generalnego Inspektora Nadzoru odpowiedzialnego przed Sekretarzem Skarbu Stanów Zjednoczonych za przestrzeganie warunków udzielania licencji członkom załogi jednostek, za poprawność wykonywania hydrostatycznych badań kotłów lub instalowania zaworów bezpieczeństwa pary kotłowej. Ważną rolę w przygotowaniu dokumentów odegrał William C. Redfield – inżynier–wynalazca i steam navigation agent, autor Letter to the Secretary of the Treasury, on the History and Causes of Steamboat Explosions, and the Means of Prevention.
Jako inżynier-praktyk i przedsiębiorca Redfield wprowadzał na parowcach sprzyjające bezpieczeństwu innowacje techniczne i organizacyjne. Był m.in. projektantem „barek bezpieczeństwa” – jednostek pasażerskich bez napędu holowanych przez parowiec, zapewniających komfort, a równocześnie bezpieczną odległość od kotła. Dzięki wprowadzeniu nowych przepisów dot. bezpieczeństwa i postępowi technicznemu częstość eksplozji kotłów zmalała. Ponownie wzrosło zainteresowanie pasażerów korzystaniem z parowców. Po kilku latach przywrócono ich pasażerskie funkcje, a z barek ciągniętych przez holowniki zaczęto tworzyć „pociągi towarowe” liczące niekiedy 40–50 „wagonów”.

### Powrót do młodzieńczej teorii huraganów

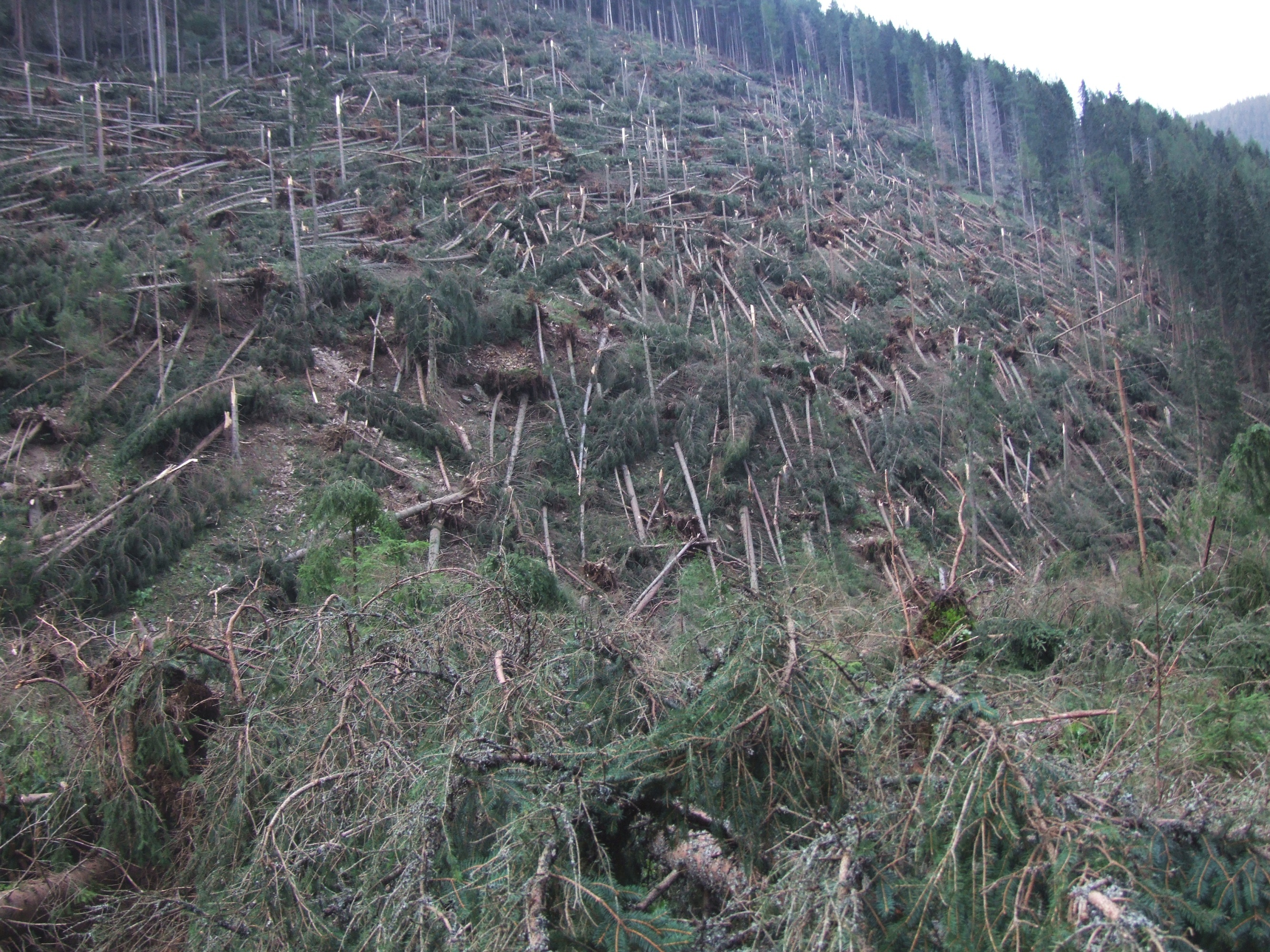
Wiatrołom w Tatrach (Dolina Jamnicka, 24.08.2007)

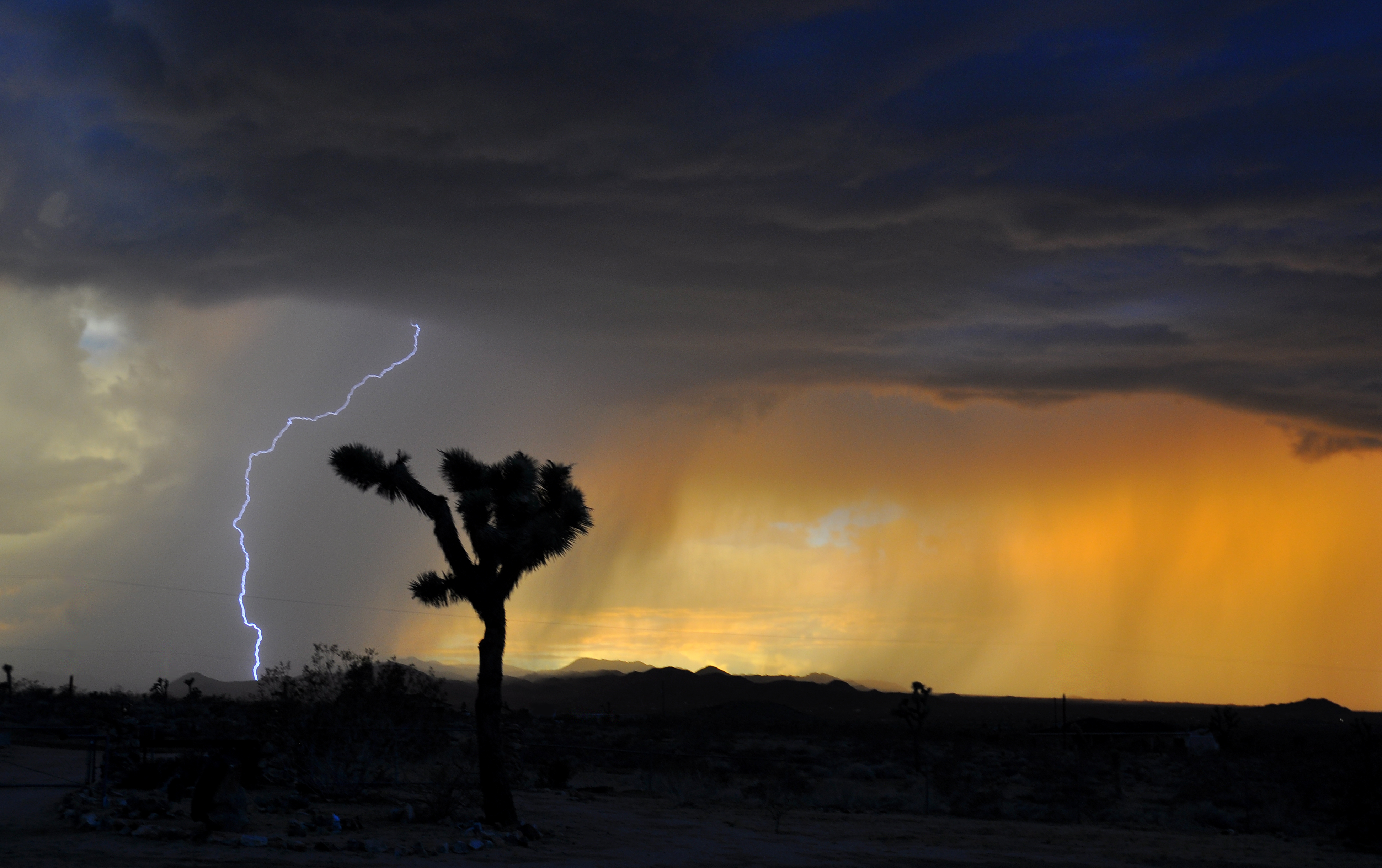
Gwałtowna burza elektryczna
Konwekcyjny Cumulonimbus nad LCL i wyładowanie elektrostatyczne

Jako młody meteorolog amator William Redfield zbierał informacje o szybko przemieszczających się tornadach z lat 20. XIX w., tj. 1821 Norfolk and Long Island hurricane. W czasie wędrówek po lasach okolic miejsca zamieszkania analizował zróżnicowanie położenia przewróconych drzew, wskazujące na wirowanie wiatrów („whirling winds”). Inną podstawą dedukcji prowadzącej do młodzieńczej teorii sztormów były np. proste obserwacje wirów płynu mieszanego w naczyniu. Nie mając specjalistycznego wykształcenia nie publikował wyników swoich przemyśleń, jednak stale interesował się postępami nauki w dziedzinie meteorologii, astronomii i in. Czytał z zainteresowaniem artykuły Denisona Olmsteda (matematyk, fizyk, profesor filozofii przyrody w Uniwersytecie Yale), dotyczące m.in. budzącej wówczas duże zainteresowanie teorii powstawania Leonidów.
Na początku lat 30. XIX w., w czasie jednego z rejsów parostatkiem z Nowego Jorku do New Haven, Redfield spotkał przypadkowo autora tych publikacji. Korzystając z okazji poprosił o rozmowę (według wspomnień Olmsteada: “modestly asked leave to make a few inquiries”). Jej przebieg nie ograniczył się do teorii Leonidów. W przyjaznej atmosferze Redfield zdecydował się po raz pierwszy przedstawić swoją teorię sztormów, która spotkała się z zainteresowaniem rozmówcy. Skłonił meteorologa amatora do opracowania artykułu, podejmując się przejrzenia tekstu przed publikacją w naukowym czasopiśmie. Wydarzenie bywa opisywane jako przełomowy moment w historii meteorologii, w której nazwisko Redfield jest wymieniane obok nazwisk Maury, Dove, Espy i innych.
W 2016 roku opublikowano na stronie internetowej NOAA (Hurricane Research Division) teksty upamiętniające dwa wydarzenia roku 1831:
– publikacja w American Journal of Science artykułu W. Redfielda
(tekst pt. 185th Anniversary of Redfield’s article on hurricane circulation)
– potężny huragan Barbados–Louisiana hurricane
(tekst pt. 185th Anniversary of the Great Barbados hurricane
Artykuł o „wirujących sztormach” bardzo zainteresował sir Williama Reida – brytyjskiego generał-majora królewskich inżynierów, a później Gubernatora Bermudów, Barbadosu i Malty („Good Governor” z Household Words Dickensa). Napisał do jego autora list, który zapoczątkował wieloletnią, przyjacielską korespondencję. Listy zawierały m.in. dane meteorologiczne pochodzące z dzienników okrętowych jednostek marynarki brytyjskiej, prognozy ważne z punktu widzenia rolnictwa na Bermudach itp. (kolekcję John H. Redfield przekazał bibliotece Yale University).
James Pollard Espy, absolwent Transylvania University, ceniony meteorolog z Franklin Institute wysłuchiwany z uznaniem przez American Philosophical Society i inne towarzystwa naukowe, nie akceptował koncepcji Williama Redfielda (meteorologa samouka), wykluczającego możliwość powstawania trąb powietrznych wskutek konwekcji termicznej (zob. poziom kondensacji wymuszonej, ang. Lifted condensation level, w skrócie LCL).
Formułowanie takich opinii Redfield uważał za „błąd, w który popadła cała szkoła meteorologów” (Espy, Robert Hare i inni). Przekonywał, że przepływy ciepła mogą decydować o lokalnej pogodzie (np. bryza, lokalne opady deszczu stymulowane poprzez kontrolowane wypalanie lasów), ale wydarzenia makro-atmosferyczne, takie jak tornada, są spowodowane obrotowym ruchem Ziemi wokół jej osi.
Polemika obu meteorologów bywa nazywana pojedynkiem (The Dueling Weathermen) lub „gorzką dysputą”.

### Środowisko przyrodnicze Adirondacks
Na początku XIX w. dominującym rodzajem działalności w Stanach Zjednoczonych było rolnictwo. Badania rolniczo-geologiczne regionu północno-zachodniego organizował w latach 1820. Stephen Van Rensselaer, prezes Towarzystwa Rolniczego w Nowym Jorku, który do realizacji badań zaangażował Amosa Eatona. W tychże latach badania geologiczne i mineralogiczne prowadził też Denison Olmsted. Stopniowo rozszerzany zakres prac objął różne obszary filozofii przyrody oraz zagadnienia związane z projektowaniem inwestycji inżynierskich (np. inżynieria transportu: drogi, kanały) lub poszukiwaniem złóż kopalin.
William Redfield był organizatorem i uczestnikiem wypraw w rejon Adirondack w hrabstwie Essex. Zostały opisane m.in. w artykule Redfielda z 1838 roku, opublikowanym w American Journal of Science and Arts (tytuł: Some Account of two visits to the Mountains in Essex County, New York in the years 1836 and 1837; with a Sketch of the Northern Sources of the Hudson).

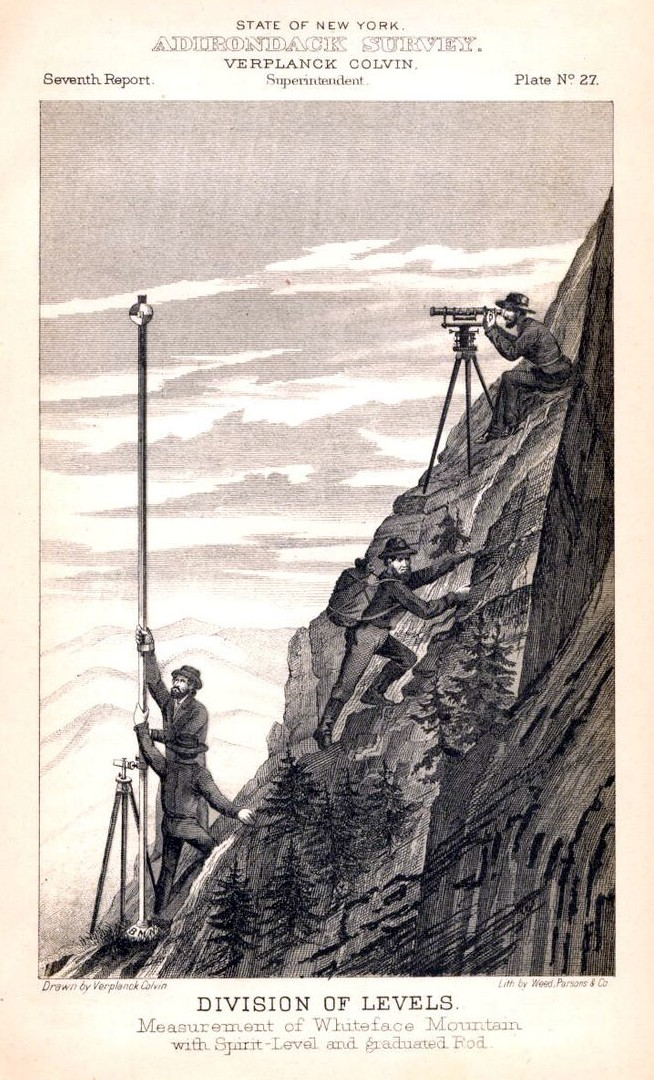
Verplanck Colvin, ilustracja z Seventh Report of the Adirondack Survey (1879)

W realizacji programu ekspedycji brali udział m.in.:
- Ebenezer Emmons(inne języki) – geolog i lekarz, pierwszy zdobywca Mount Marcy
- Archibald McIntyre(inne języki) – kupiec i polityk, teść Davida Hendersona, z którym prowadził kopalnie rudy żelaza i huty w okolicach North Elba (m.in. Adirondack Iron and Steel Company(inne języki))
- David Henderson – autor opracowań nt. poszukiwań i eksploatacji złóż rud żelaza w górnym biegu rzeki Hudson[44], wspólnik Archibalda McIntyre
- David C. Colden[n] – inwestor McIntyre Iron Works

Niektórzy z uczestników badań zostali uhonorowani nadaniem ich imienia poszczególnym szczytom lub jeziorom, np. Mount Colden, Mount Emmons, MacIntyre Mountains, Mount Colden, Lake Colden.
Kontynuator badań pasma Adirondack, Verplanck Colvin (1847–1920) – prawnik, inżynier topografii doskonalący instrumenty pomiarowe oraz pisarz i ilustrator (np. Adirondack Explorations), zaproponował uhonorowanie Williama Redfielda wprowadzeniem nazwy Mount Redfield.
W wyprawach do Adirondack uczestniczyli pisarze (Charles Fenno Hoffman, John Burroughs, Richard Henry Dana, Benson J. Lossing i in.) oraz plastycy, m.in. tacy malarze jak Thomas Cole i Charles Cromwell Ingham – twórca znanych ilustracji, m.in. wykorzystanych przez J.T Headley’a w książce Adirondack, or Life in the Woods (1849), jeden z założycieli National Academy of Design.

## Stowarzyszenia naukowe

### Amerykańskie Towarzystwo Filozoficzne
W 1727 roku Benjamin Franklin założył w Filadelfii Junto Club (inaczej Leather Apron Club) – grupę dwunastu przyjaciół, spotykających się w piątkowe wieczory, aby dyskutować o polityce, moralności i filozofii naturalnej). W 1743 roku Junto przekształcono w Amerykańskie Towarzystwo Filozoficzne (ang. American Philosophical Society, APS ). William Redfield został członkiem APS w 1844 roku.

### American Academy of Arts and Sciences
Amerykańską Akademię Sztuk i Nauk (American Academy of Arts and Sciences, AAAS) utworzono w 1780 roku. Celem było zgromadzenie liderów w różnych dziedzinach nauki i sztuki oraz stworzenie warunków ich współpracy – zgodnego rozwiązywania problemów ważnych dla narodu i świata. William Charles Redfield został członkiem AAAS 65 lat później jako meteorolog i biznesmen z Nowego Jorku (w tymże 1845 roku do Akademii przyjęto dwudziestu pięciu innych członków).

### The American Association for the Advancement of Science
American Association for the Advancement of Science (pol. Amerykańskie Towarzystwo Postępu Naukowego, Amerykańskie Stowarzyszenie na rzecz Postępu Nauk) utworzono w 1848 roku przez przekształcenie Association of American Geologists and Naturalists (AAGN), działającego w Pensylwanii od 1840 roku (początkowo jako Association of American Geologists). W tym środowisku pojawiła się po kilku latach (1847) świadomość potrzeby dalszego rozszerzenia zakresu ścisłej współpracy naukowców różnych dziedzin i techników – utworzenia nowego stowarzyszenia (American Association for the Advancement of Science, AAAS). Opracowano tekst konstytucji, który został poddany dyskusji i zaakceptowany 20 września 1848 roku na spotkaniu w Academy of Natural Sciences (Filadelfia). William Charles Redfield został wybrany na pierwszego przewodniczącego AAAS. Wybór uzasadniono stwierdzeniem, że przedstawił najbardziej kompleksowy plan działań umożliwiających promowanie nauki i zacieśnianie współpracy naukowej (kolejne roczne kadencje: 1849 – Joseph Henry, 1850 – Alexander Dallas Bache, wnuk Franklina, 1851 – Louis Agassiz).

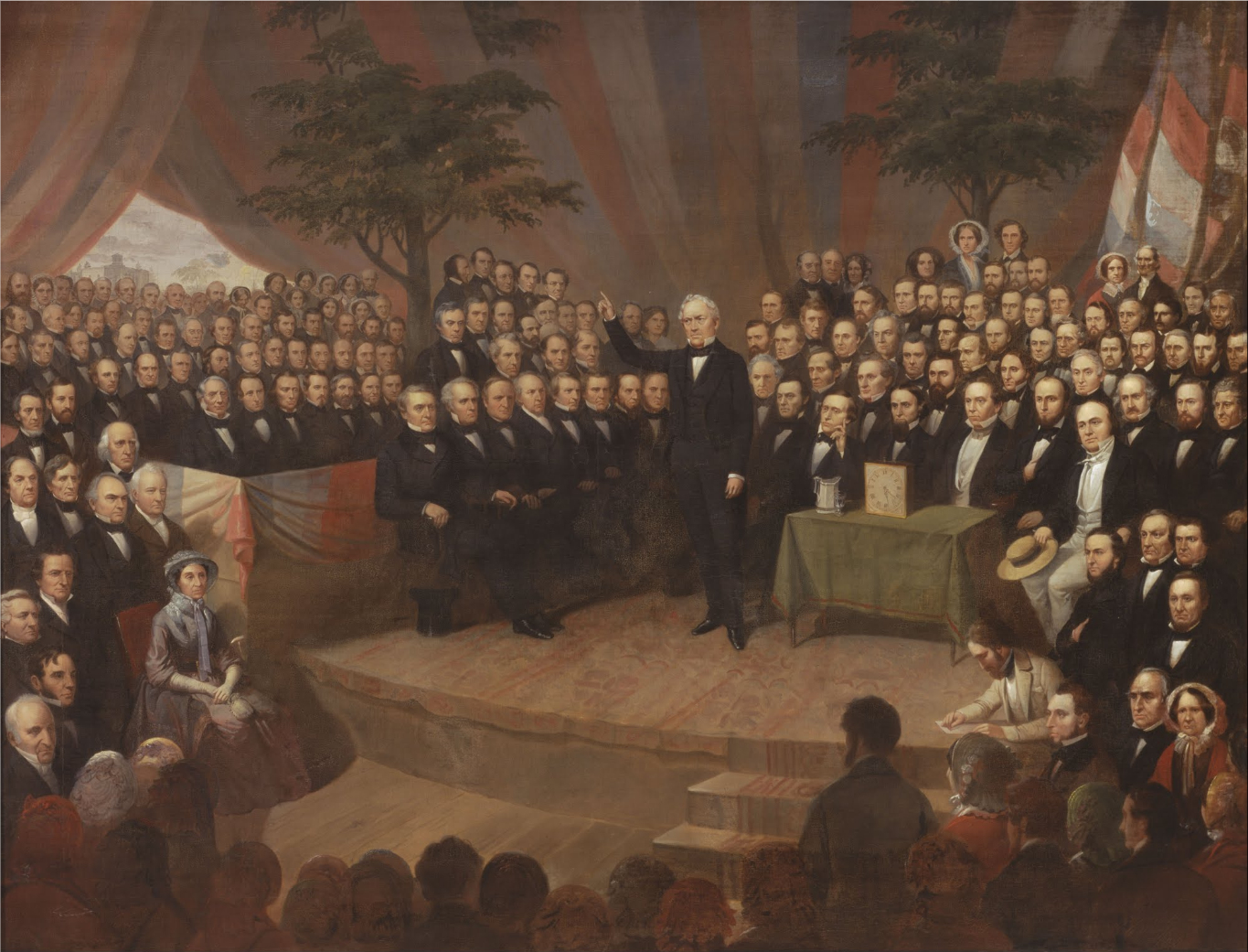
Uroczystość poświęcenia Dudley Observatory, 28 sierpnia 1856u4 (obraz Tompkins H. Matteson)
Edward Everett (1) przemawia do ok. 160 uczestników uroczystości (zob. legenda).
Wśród słuchaczy: Mrs. Blandina Bleeker Dudley (10), fundatorka Obserwatorium poświęconego jej zmarłemu mężowi (Charles E. Dudley), kilku byłych prezesów AAAS: Joseph Henry (2), Alexander Dallas Bache (23), Louis Agassiz (35), William C. Redfield (39) i inni

## Publikacje
Na dorocznym spotkaniu AAAS (Montreal, 1857) Denison Olmsted przedstawił listę 62 różnorodnych publikacji Williama C. Redfielda. Publikacje dotyczyły wyników własnych obserwacji, własnych teorii lub polemiki z innymi specjalistami, tj. James Pollard Espy lub Dr. Hare. Różnorodność prac ilustrują przykłady:
Problemy meteorologii
1. Synopsis of a Meteorological Journal kept in the city of New York during the years 1833 and 1834 (1835)
2. On the Gales and Hurricanes of the Western Atlantic (1836)
3. On the Whirlwind character of certain Storms, In reply to Mr. Espy's (1837)
4. Remarks on the supposed connection of the Gulf Stream with opposite currents (1837)
5. Cursory Remarks and Suggestions on various topics in Meteorology, by an Amateur Observer (Blunt's Amer. Coast Pilot, 13th ed.)
6. On the courses of Hurricanes, with notices of the Typhoons of the China Sea, and other Storms (1839)
7. Remarks on Mr. Espy's Theory of Centripetal Storms, especially his positions relative to the storm of Sept. 3d, 1821, with some notice of his examinations of other storms (1839)
8. Further notice of Mr. Espy's examination of Storms (1839)
9. Account of the Circular Storm of Dec. 1839 (1840)
10. Abstracts of Meteorological Observations made at St. John’s, Newfoundland, and at Canton in China, with some notice of the Half-yearly Inequalities of Atmospheric Distribution which appear in those observations (1840)
11. Synopsis of a Meteorological Journal kept in the City of New York for the years 1838 and 1839, including also the mean results of the last seven years (1840)
12. Remarks relating to the Tornado which visited New Brunswick in the State of New Jersey on the 19th June, 1835, with a plan and schedule of the prostrations observed on a section of its track (1841)
13. Reply to Dr. Hare's Objections to the Whirlwind Theory of Storms (1842)[35]
14. Notice of Dr. Hare's Strictures on Prof. Dove's Essay on the Law of Storms (1843)
15. On the drift Ice and Currents of the North Atlantic, with a Chart showing the observed positions of the Ice at various times (1845)
16. Effects of the Earth’s Rotation upon Falling Bodies, and upon the Atmosphere (1847)
17. The Law of Storms and its penalties for neglects (1850)
18. On the Storm of October 7th, 1854, near the coast of Japan, and the Conformity of its progression with other Cyclones (1855)
19. On the Spirality of Motion in Whirlwinds (1857)
20. Observations in relation to the Cyclones of the Western Pacific, embraced in a Communication to Commodore Perry (1857)

Problemy paleontologii
1. Notice of Fossil Fishes in Virginia (1838)
2. Short Notices of American Fossil Fishes (1841)
3. Notice of newly discovered Fish-beds and a Fossil Foot-mark in the Red Sandstone Formation of New Jersey (1843)
4. On some Fossil Remains from Broome Co., N. Y. (1849)
5. On the Fossil Rain-marks found in the Red Sandstone Rocks of New Jersey and the Connecticut Valley, and their authentic character (1851)
6. On the relations of the Fossil Fishes of the Sandstone of Connecticut and other Atlantic States to the Liassic and Oolitic Periods (1856, 1857)
7. On the Post-Permian Date of the Red Sandstone Rocks of New Jersey and the Connecticut Valley, as shown by their Fossil Remains (1851)

Problemy transportu i komunikacji (środki transportu, początki kolei i pierwsze parowce)
1. Sketch of the Geographical Route of a great Railway, by which it is proposed to connect the Canals and navigable waters of the States of New York, Pennsylvania, Ohio, Indiana, Illinois, Missouri, and the Michigan, North West, and Missouri Territories, opening thereby a free communication at all seasons of the year between the Atlantic States and the great valley of the Mississippi (1829)
2. Facts and Suggestions relating to the New York and Albany Railroad (1832)
3. List of Steamboat Explosions which have occurred in the United States, with some remarks on the same (1831)
4. On the supposed collapse of Steam-boilers, and the means of preventing explosions (1831)
5. Report of the Board of Examiners appointed by the Connecticut River Steam Boat Company to enquire into the Causes of the Explosion of the Steam Boat New England (1833)
6. On the value of the Barometer in navigating the American Lakes (1853)

## Upamiętnienie
- nazwa frachtowca William C. Redfield, zbudowanego dla Commodore Alfreda Van Santvoorda(inne języki)[56]
- nazwa jednego ze szczytów Marcy Group(inne języki) w Essex, Nowy Jork – Góra Redfielda(inne języki)[57].
- nazwy odkrytych gatunków ryb kopalnych (Redfieldius gracilis(inne języki) i inne[12][15][16] i wymarłego rzędu Redfieldiiformes(inne języki)[j])